# He Dongchang
He Dongchang, en chino simplificado 何东昌, en pinyin Hé Dōngchāng, (Zhejiang, 1923; Beijing, 23 de enero de 2014), fue un ingeniero aeronáutico y político de la República Popular China, ministro de educación en el Ministerio de Educación de la República Popular China.

## Trayectoria
Nacido en Zhejiang en 1923, se graduó en Ingeniería Aeronáutica por la Universidad del Sudoeste nacional de China en 1946. En 1944, participó en la "Liga democrática de la juventud", una organización periférica del PCCh, que inició la organización en la Universidad del sudoeste. Se unió al Partido Comunista de China en 1947. Fue miembro ejecutivo de la primera rama de la liga de la juventud democrática de la Universidad Asociada del Suroeste y miembro de la rama del partido de la Universidad de Tsinghua.
Después de la Revolución Cultural, fue subsecretario del comité del partido y vicepresidente de la Universidad Tsinghua. Desde 1982, ha sido Ministro de Educación de la República Popular China. Del 28 al 30 de mayo de 1983, la sociedad de educación superior de China celebró su reunión inaugural en Beijing, y se eligió al primer miembro del consejo, y fue director ejecutivo. El 18 de junio de 1985, el 11.º comité permanente de la sexta asamblea popular nacional abolió el Ministerio de Educación y estableció la comisión nacional de educación. El vice primer ministro Li Peng fue simultáneamente director de la comisión estatal de educación, y He Dongchang fue cambiado como subdirector de la comisión de educación del estado (nivel de ministro) y líder adjunto del partido. En 1993, fue elegido miembro del comité permanente nacional de la conferencia consultiva política del pueblo Chino.
Murió a las 10:20 el 23 de enero de 2014 en Beijing a la edad de 91 años.